# Héctor Arce
Héctor Enrique Arce Zaconeta (La Paz, Bolivia; 10 de febrero de 1971) es un abogado, docente de la materia de Derecho Constitucional y político boliviano.
Desde el 11 de junio de 2021 es el embajador de Bolivia ante la Organización de los Estados Americanos (OEA). 

## Carrera
Miembro del Movimiento al Socialismo, ocupó altos cargos siendo cercano al entonces Presidente Evo Morales Ayma, de quien fue viceministro de coordinación Ministro del Ministerio de la Presidencia (2006-2009) y posteriormente ministro sin cartera responsable de la defensa legal de las recuperaciones estatales. 
Arce Zaconeta se desempeñó como presidente de la Cámara de Diputados del 22 de enero de 2010 al 13 de enero de 2012. Arce Zaconeta no pudo obtener el apoyo suficiente de su partido y perdió la reelección como presidente de la Cámara de Diputados ante Rebeca Delgado por 25 votos.
Siendo diputado fue nombrado por Evo Morales Ayma como primer Procurador General del Estado.
Ejercía el cargo de Ministro de Justicia y Transparencia Institucional cuando acaecieron las denuncias de fraude electoral en octubre de 2019, tras las que renunció Evo Morales.
Luego de un semestre del retorno del Movimiento al Socialismo al gobierno con la presidencia de Luis Arce Catacora (a finales de 2020), fue nombrado embajador ante la OEA con el encargo de demostrar que no hubo fraude en las elecciones cuestionadas.